# Prinzessin Lillifee
Princesinha Lillifee (no original em alemão: Prinzessin Lillifee) é uma franquia alemã de livros infantis criada pela escritora alemã Monika Finsterbusch. Caracteriza com uma bela fada princesa com poderes capazes de deixar as coisas mais belas com sua varinha.
Seu sucesso na Alemanha acabou rendendo em vários produtos como CDs, jogos e inclusive um filme lançado em 2009. Em Portugal alguns de seus livros foram publicados, mas no Brasil eles jamais chegaram a serem vendidos apesar de seu filme já ter sido exibido por lá sobre o nome de "Princesa Lillifee".

## Características
A personagem se caracteriza como uma jovem fada com asas redondas, finas e transparentes. Ela veste um vestido rosa (a sua cor favorita) e uma pequena coroa azul na cabeça. Seus cabelos são loiros e curto e ela sempre carrega na mão uma varinha com uma estrela na ponta.

## Personagens
- Lillifee - Protagonista da série. Uma jovem princesa, fada da beleza, do reino de Rosópolis, que possui poderes capazes de deixar as coisas mais belas e cor-de-rosas. Ela é muito bondosa e gentil e sempre se preocupa com seus amigos.
- Lupsi - É o porco de estimação de Lillifee. Ele é naturalmente rosa, guloso e brincalhão. Sempre voa com Lillifee por Rosópolis.
- Clara e Cindy - São duas ratas irmãs gêmeas que trabalham no castelo de Lillifee e sempre a ajuda nos problemas. Aparentemente elas não gostam de Pupsi.
- Espetado (Ivan) - Um ouriço alegre e risonho amigo de Lillifee cheio de espinhos.
- Sapo Carlo - É um sapo que vive numa lagoa ao lado do castelo de Lillifee. Ele pensa que é um príncipe transformado e sonha em uma princesa aparecer e lhe beijar.

### Fadas
- Faísca - Um garoto fada do fogo com poderes de atirar bolas de fogo. Possui uma rivalidade com Gelado.
- Gelado - Um garoto fada do gelo com poderes de congelar as coisas. Possui uma rivalidade com Faísca.
- Tempestade - Uma garota fada da chuva que vive com uma nuvem de chuva sobre a cabeça. Ela é muito solitária.
- Azarado - Um garoto fada do azar. Ele é muito azarado e vive se machucando, mas possui uma paixão pela Quisorte.
- Quisorte - Uma garota fada da sorte. Ela vive constantemente tendo sorte e nunca se dá mal. Possui uma paixão por Azarado.
- Brisa - Uma garota fada do vento capaz de fazer furacões com as fitas em seu vestido.
- Cook - Uma mulher fada dos bolos que vive cozinhando.

## Lugares
- Rosópolis - Reino de Lillifee. É o lar de várias fadas, duendes, sereias e animais.
- Azultopia - Reino vizinho a Rosópolis. Por lá as fadas são proibidas.

## Livros
Foram lançados ao todo 8 livros da Princesinha Lillifee, mas no entanto apenas 2 títulos foram publicados em Portugal:
- A Princesinha Lillifee (ISBN 9789729927225)
- A Princesa Lillifee tem um Segredo (ISBN 9789729927232)

## Filme
Em 26 de Março de 2009 foi lançado um filme animado produzido pela Caligari Film e pela  ndF nos cinemas alemães.
Na história Lillifee tinha uma vida normal em Rosópolis até seus moradores ficarem chateados com as fadas por elas lhe causarem vários problemas fazendo com que eles decidicem ir embora de Rosópolis. Lillifee temendo que eles fossem embora decide ajudar as fadas do reino unido-as em um show musical antes que sua magia enfraqueça.

## Em outras línguas
- Inglês - Princess Lillifee
- Espanhol - Lily la Princesa Hada
- Japonês - Purinsesu Lilī
- Português - A Princesinha Lillifee (Portugal) ou Princesa Lillifee (Brasil)
- Francês - La Fée Lili-Rose
- Alemão - Prinzessin Lillifee
- Holandês - Prinses Lillifee
- Finlandês - Prinsessa Lillifee
- Sueco - Prinsessan Lillifee
- Tcheco - Princeznička Lilli